# Teegarden b
Teegarden b è un esopianeta orbitante nella cosiddetta zona abitabile della stella di Teegarden, una nana rossa di classe M distante circa 12,5 anni luce dal sistema solare.
Scoperto nel giugno del 2019, Teegarden b si colloca come l'esopianeta più simile alla Terra con un ESI di 0,95.

## Scoperta
Teegarden b è stato scoperto nel giugno del 2019 grazie al telescopio di nuova generazione CARMENES situato all'Osservatorio di Calar Alto in Andalusia, in grado di rilevare piccole variazioni nella velocità radiale anche per piccole stelle. In precedenza sarebbe stato difficile rilevare il pianeta, a causa della posizione e scarsa luminosità della Stella di Teegarden. Sono stati necessari 3 anni di ricerca e oltre 200 rilevazioni per scoprire i due pianeti, Teegarden b e Teegarden c.

## Caratteristiche
Teegarden b si colloca come il pianeta più interno nel sistema planetario della stella. Ha un periodo orbitale di 4,91 giorni e una composizione probabilmente simile al nostro pianeta, costituito quindi da rocce, con un nucleo probabilmente ferroso e presenza di acqua.

## Abitabilità
Teegarden b è all'interno della zona abitabile "conservativa" della sua stella; riceve solo il 21% in più della radiazione che la Terra riceve dal Sole e la sua temperatura di equilibrio, che non tiene conto dell'effetto serra generato da una probabile atmosfera, è di 264 K, 9 K in più della temperatura di equilibrio della Terra. Gli scienziati del gruppo che ha scoperto i due pianeti ritengono che abbia un 60% di possibilità di avere, in qualche punto della sua superficie, una temperatura effettiva compresa tra 0 e 50 °C, in media probabilmente vicina a 28 °C.
Ha il più alto indice di similarità terrestre tra gli esopianeti conosciuti (0,95); l'abitabilità dei sistemi planetari delle nane rosse rimane un problema discusso tra gli astronomi, per via di alcune criticità, come il fatto che a così breve distanza dalla stella un pianeta situato nella zona abitabile è probabilmente in rotazione sincrona, volgendo sempre lo stesso emisfero verso la stella madre. Inoltre, le nane rosse sono sovente soggette a violenti brillamenti che possono essere molto nocivi per lo sviluppo di forme di vita complesse. Tuttavia, la Stella di Teegarden, con un'età di circa 8 miliardi di anni, pare una nana rossa relativamente stabile e tranquilla, a differenza della più giovane Proxima Centauri, la stella più vicina alla Terra, che al contrario ha mostrato spesso violenti flare in grado di sterilizzare la superficie del pianeta scoperto nel 2016.